# Dusters de Broome
Les Dusters de Broome sont une franchise professionnelle de hockey sur glace de la Ligue américaine de hockey qui a existé de 1977 à 1980. La franchise jouait à Binghamton dans l'État de New York et avait comme logo un personnage en train de jouer au hockey. Le logo fut dessiné par Johnny Hart.
La franchise n'a duré que trois saisons et a été de tout son temps affilié aux Penguins de Pittsburgh de la Ligue nationale de hockey.

## Historique
Les Dusters étaient connus sous le nom de Reds de Providence de 1926 à 1976 puis Reds de Rhode Island pour la saison 1976-1977 et en 1980, ils deviennent les Whalers de Binghamton avant d'arrêter leurs activités en 1990. Une franchise a quasiment joué sous le même nom dans la North American Hockey League de 1973 à 1977 : Les Dusters de Broome County.

## Statistiques
| Saison    | PJ | V  | D  | N | BP  | BC  | Pts | Classement             | Séries éliminatoires                             |
| --------- | -- | -- | -- | - | --- | --- | --- | ---------------------- | ------------------------------------------------ |
| 1977-1978 | 81 | 27 | 46 | 8 | 287 | 377 | 62  | 4e de la division nord | Non qualifiés                                    |
| 1978-1979 | 79 | 32 | 42 | 5 | 300 | 320 | 69  | 3e de la division sud  | 3-1 Bears de Hershey 2-4 Nighthawks de New Haven |
| 1979-1980 | 80 | 24 | 49 | 7 | 268 | 334 | 55  | 5e de la division sud  | Non qualifiés                                    |

## Records de la franchise
- Sur une saison
  - Buts : 46 Richard Grenier (1977-78)
  - Aides : 63 Joe Hardy (1977-78)
  - Points : 87 Joe Hardy (1977-78)
  - Minutes de pénalités : 267 Rick Dorman  (1979-80)
- Sur l'ensemble des saisons
  - Buts : 83 Richard Grenier
  - Aides : 98 Randy MacGregor
  - Points : 168 Randy MacGregor
  - Minutes de pénalités : 394 Randy MacGregor
  - Nombres de matchs joués : 213 Randy MacGregor